# Seth Numrich
Seth Numrich, född 19 januari 1987 i Minneapolis, är en amerikansk skådespelare.
Numrich har bland annat medverkat i TV-serierna Turn (2014-2017) och Under the Banner of Heaven från 2022. Han har även medverkat filmen Curse of the Macbeths från 2022.

## Filmografi (i urval)
- 2014–2017 – Turn (TV-serie)
- 2022 – Under the Banner of Heaven (TV-serie)
- 2022 – Curse of the Macbeths